# Baby It's You
《Baby It's You》是一首由Burt Bacharach和Luther Dixon作曲（署名为Barney Williams），Mack David作词的歌曲。 the Shirelles乐队和披头士乐队都录制了这首歌，两个版本都成为打榜歌。在榜单上排名最高的版本是史密斯乐队（Smith）的，于1969年在美国榜单上达到第5位。

## 披头士版
《Baby It's You》是披头士乐队在1961年至1963年间的现场表演曲目之一，并收录于首张专辑《Please Please Me》中，同样被收录的还有另外一首the Shirelles的歌Boys。

## 脚注
1. ↑  Whitburn, Joel. . Record Research. 2004: 581.